# Cala Jonca
La cala Jonca és una petita cala urbana del municipi de Sant Feliu de Guíxols (Baix Empordà), situada a l'exterior del port de Sant Feliu de Guíxols, prop de l'escullera, encaixada entre penya-segats. Orientada al sud-sud-est, té una longitud de 16 m i una amplada mitjana de 5 m, formada per alternança de roques i sorra gruixuda. S'hi accedeix des de l'esplanada darrera del Club Nàutic, per unes escales de ferro que baixen fins a la platja. En aquesta punt s'inicia també el camí de ronda a la platja de Sant Pol. Ha obtingut el distintiu de Qualitat EMAS i el de Qualitat ISO 14001.